# Alter Jüdischer Friedhof (Kolín)

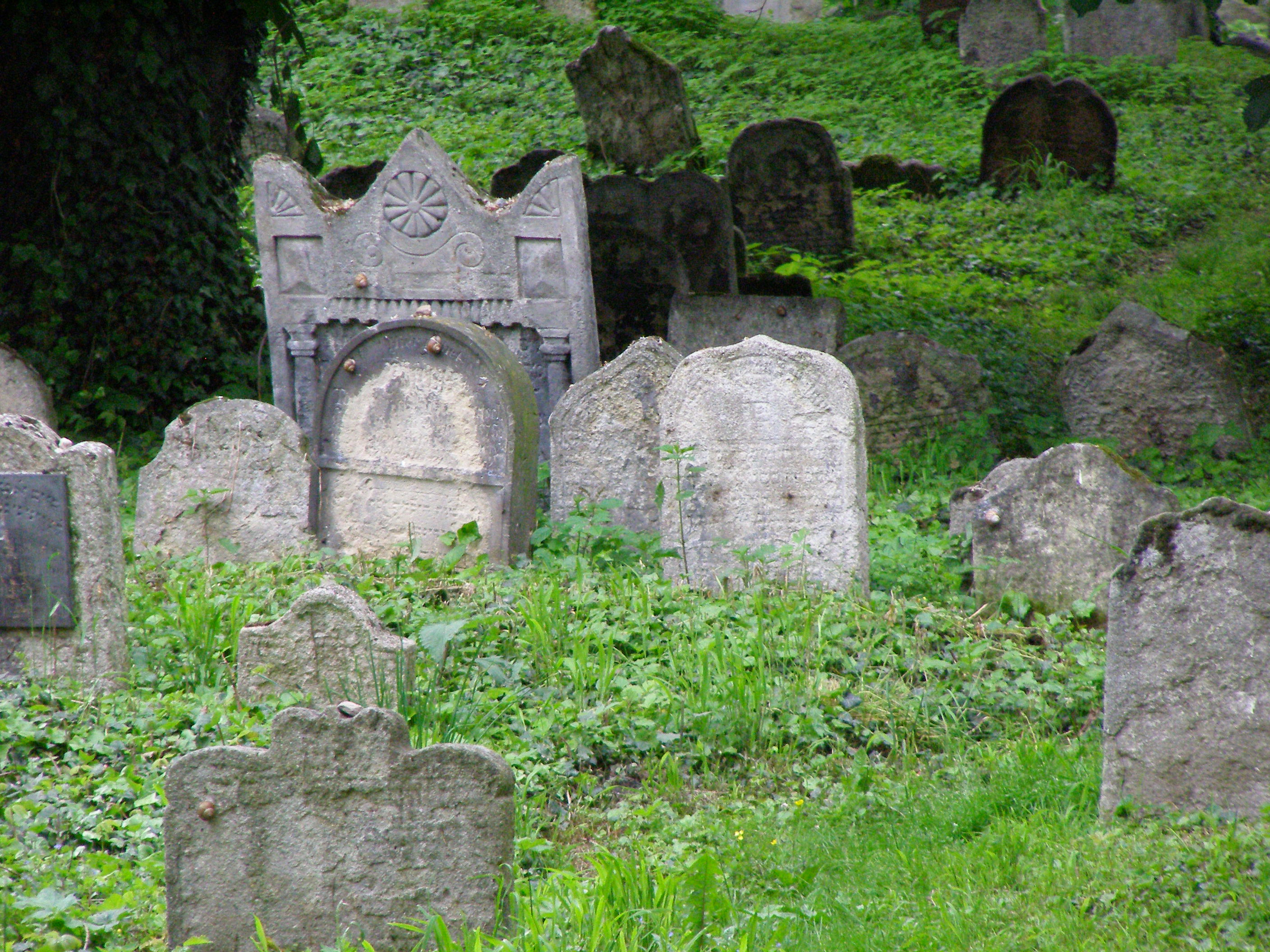
Der Alte Jüdische Friedhof

Der Alte Jüdische Friedhof (tschechisch „Starý židovský hřbitov“) in Kolín (deutsch Kolin, älter auch Köln an der Elbe), einer tschechischen Gemeinde im Bezirk Okres Kolín in der mittelböhmischen Region Středočeský kraj, wurde während des 15. Jahrhunderts angelegt und gehört zu den ältesten Jüdischen Friedhöfen in Tschechien. Er ist Teil des alten jüdischen Viertels der Stadt.

## Geschichte
Der Alte Jüdische Friedhof von Kolín wird zu den bedeutendsten Relikten jüdischer Gemeinden in Böhmen gezählt. Die ersten Erwähnungen der Judengemeinde in Kolín datieren um 1376, während der Friedhof, am Westrand der Altstadt am linken Elbufer gelegen, dem Kolíner Rabbi Richard Feder nach seit dem Jahr 1418 bestanden haben soll, anderen Studien (Miškovská/Petr) zufolge seit Ende des 15. Jahrhunderts. Er ist mit 1128 Hektar Fläche relativ groß und beherbergt 2693 Grabsteine (Mazewot). Die meisten stammen aus dem 16. bis 19. Jahrhundert, die ältesten erhaltenen Grabsteine weisen die Jahreszahl 1492 auf. Das Friedhofsareal der Kolíner Judengemeinde wurde mehrmals erweitert, vor allem im 17., 18. und 19. Jahrhundert.
Wie aus der Tafel am Friedhofseingang hervorgeht, wurde dieser erste Begräbnisplatz bis 1887/1888 genutzt, danach wurden die verstorbenen Kolíner Juden auf dem Neuen Jüdischen Friedhof auf dem rechten Elbufer in Kolín-Zálabí bestattet.

## Herausragende Grabmäler

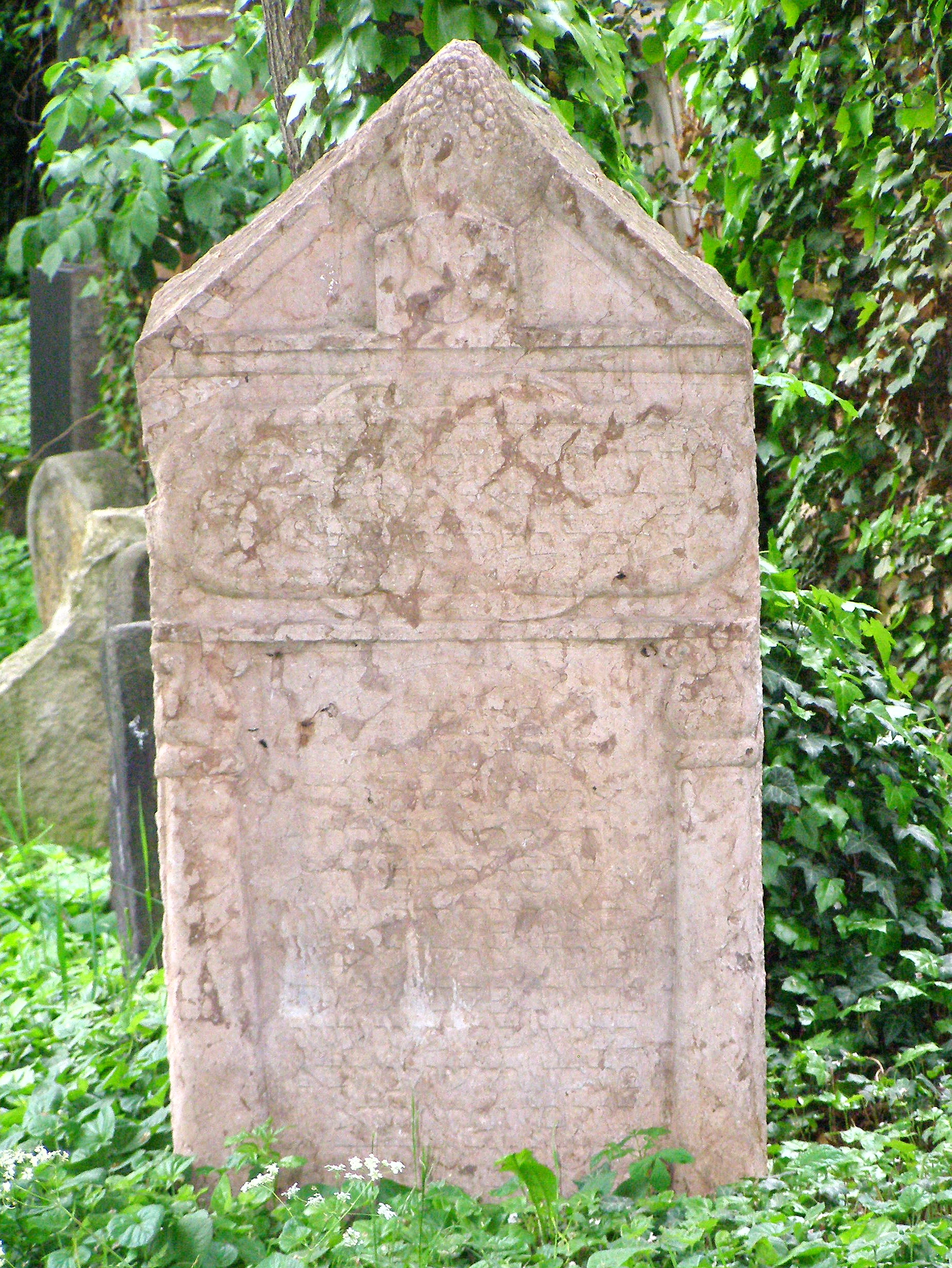
Der Grabstein von Elijah Maisel, 1621

Die Grabmäler, zumeist aus Sandstein, einzelne auch aus rotem Marmor gefertigt, erinnern an die Grabsteine auf dem Alten Jüdischen Friedhof in Prag. Kolín war die Wirkungsstätte bedeutender Rabbiner und wurde deshalb auch „Jerusalem an der Elbe“ genannt. Gleich am Eingang des Friedhofs befindet sich der marmorne Grabstein von Elijah ben Samuel Maisel, einem Verwandten des Prager Judengemeindevorstehers, Finanziers und Mäzens Mordechai Maisel, aus dem Jahr 1621. Der Grabstein des Rabbis Chajim ben Sinaj aus dem Jahr 1624 weist Ähnlichkeiten mit dem Prager Grab seines Onkels Judah Löw (auch als „Rabbi Löw“ bekannt) auf. Ebenfalls historisch bedeutsam ist das Grabmal des Rabbis Becalel ben Jehuda Löw, des 1599 verstorbenen Sohnes von Judah Löw und Gründers der ersten Jeschiwa bzw. Talmudschule in Kolín. 
Im nördlichen Teil des Alten Friedhofs befindet sich die Grabstätte von Heinrich Teichner (gestorben 1866), des ersten bedeutenden tschechischen Fotografen.
Nach dem Alten Jüdischen Friedhof in Prag wird der Begräbnisplatz der Judengemeinde von Kolín als zweitwichtigstes kulturelles Denkmal seiner Art in Tschechien betrachtet und in der Liste der Kulturdenkmäler unter der Nummer 20505/2–786 geführt.